# Atletica leggera femminile ai XVII Giochi paralimpici estivi
Ai XVII Giochi paralimpici estivi di Parigi 2024 sono stati assegnati 73 titoli nell'atletica leggera paralimpica femminile.

## Risultati delle gare

### Corse
| Specialità | Cat. | Oro                                                                | Risultato | Argento                                         | Risultato | Bronzo                                                          | Risultato | Dettagli            |
| --- | ---- | ------------------------------------------------------------------ | --------- | ----------------------------------------------- | --------- | --------------------------------------------------------------- | --------- | ------------------- |
| 100 m | T11  | Jerusa Geber dos Santos guida: Gabriel Aparecido dos Santos Garcia | 11"83     | Liu Cuiqing guida: Chen Shengming               | 12"04     | Lorena Salvatini Spoladore guida: Renato Ben Hur Costa Oliveira | 12"14     | Classifica completa |
| 100 m | T12  | Omara Durand guida: Yuniol Kindelan Vargas                         | 11"81     | Oksana Boturčuk guida: Mykyta Barabanov         | 12"17     | Katrin Mueller-Rottgardt guida: Noel-Philippe Fiener            | 12"26 =   | Classifica completa |
| 100 m | T13  | Lamiya Valiyeva                                                    | 11"76     | Rayane Soares da Silva                          | 11"78     | Orla Comerford                                                  | 11"94     | Classifica completa |
| 100 m | T34  | Hannah Cockroft                                                    | 16"80     | Kare Adenegan                                   | 17"99     | Lan Hanyu                                                       | 18"45     | Classifica completa |
| 100 m | T35  | Zhou Xia                                                           | 13"58     | Guo Qianqian                                    | 13"74     | Preethi Pal                                                     | 14"21     | Classifica completa |
| 100 m | T36  | Shi Yiting                                                         | 13"39     | Danielle Aitchison                              | 13"43     | Verônica Hipólito                                               | 14"24     | Classifica completa |
| 100 m | T37  | Wen Xiaoyan                                                        | 12"52     | Taylor Swanson                                  | 13"19     | Jaleen Roberts                                                  | 13"29     | Classifica completa |
| 100 m | T38  | Karen Tatiana Palomeque Moreno                                     | 12"26     | Lida Maria Manthopoulou                         | 12"49     | Darian Faisury Jimenez Sanchez                                  | 12"53     | Classifica completa |
| 100 m | T47  | Kiara Rodriguez (T46)                                              | 12"04     | Brittni Mason (T46)                             | 12"10     | Anna Grimaldi                                                   | 12"20     | Classifica completa |
| 100 m | T53  | Samantha Kinghorn                                                  | 15"64     | Catherine Debrunner                             | 15"77     | Gao Fang                                                        | 16"16     | Classifica completa |
| 100 m | T54  | Léa Bayekula                                                       | 15"50     | Tatyana McFadden                                | 15"67     | Amanda Kotaja                                                   | 15"77     | Classifica completa |
| 100 m | T63  | Martina Caironi                                                    | 14"16     | Karisma Evi Tiarani (T42)                       | 14"26     | Monica Graziana Contrafatto                                     | 14"60     | Classifica completa |
| 100 m | T63  | Martina Caironi                                                    | 14"16     | Karisma Evi Tiarani (T42)                       | 14"26     | Ndidikama Okoh (T42)                                            | 14"59     | Classifica completa |
| 100 m | T64  | Fleur Jong (T62)                                                   | 12"54     | Kimberly Alkemade                               | 12"70     | Marlene van Gansewinkel                                         | 12"72     | Classifica completa |
| 200 m | T11  | Jerusa Geber dos Santos guida: Gabriel Aparecido dos Santos Garcia | 24"51 =   | Liu Cuiqing guida: Chen Shengming               | 24"86     | Lahja Ishitile guida: Sem Shimanda                              | 25"04     | Classifica completa |
| 200 m | T12  | Omara Durand guida: Yuniol Kindelan Vargas                         | 23"62     | Alejandra Paola Perez Lopez                     | 24"19     | Simran Sharma guida: Abhay Singh                                | 24"75     | Classifica completa |
| 200 m | T35  | Zhou Xia                                                           | 28"15     | Guo Qianqia                                     | 29"09     | Preethi Pal                                                     | 30"01     | Classifica completa |
| 200 m | T36  | Shi Yiting                                                         | 27"50     | Danielle Aitchison                              | 27"64     | Mali Lovell                                                     | 29"82     | Classifica completa |
| 200 m | T37  | Wen Xiaoyan                                                        | 25"86     | Natalija Kobzar                                 | 27"43     | Jiang Fenfen                                                    | 27"55     | Classifica completa |
| 200 m | T47  | Anna Grimaldi                                                      | 24"72     | Brittni Mason                                   | 25"18     | Sasirawan Inthachot                                             | 25"20     | Classifica completa |
| 200 m | T64  | Kimberly Alkemade                                                  | 25"42     | Marlene van Gansewinkel                         | 26"14     | Irmgard Bensusan (T44)                                          | 26"77     | Classifica completa |
| 400 m | T11  | Lahja Ishitile guida: Sem Shimanda                                 | 56"20     | Thalita Simplício guida: Felipe Veloso da Silva | 57"21     | He Shanshan guida: You Junjie                                   | 58"25     | Classifica completa |
| 400 m | T12  | Omara Durand guida: Yuniol Kindelan Vargas                         | 53"59     | Hagar Safarzadeh Ghahderijani                   | 55"39     | Oksana Boturčuk guida: Mykyta Barabanov                         | 55"67     | Classifica completa |
| 400 m | T13  | Rayane Soares da Silva                                             | 53"55     | Lamiya Valiyeva                                 | 55"09     | Carolina Duarte                                                 | 55"52     | Classifica completa |
| 400 m | T20  | Julija Šuljar                                                      | 55"16     | Aysel Önder                                     | 55"23     | Deepthi Jeevanji                                                | 55"82     | Classifica completa |
| 400 m | T37  | Natalija Kobzar                                                    | 1'00"92   | Jiang Fenfen                                    | 1'01"88   | Viktoriia Slanova                                               | 1'03"61   | Classifica completa |
| 400 m | T38  | Karen Tatiana Palomeque Moreno                                     | 58"67     | Luca Ekler                                      | 59"35     | Lindy Ave                                                       | 1'00"37   | Classifica completa |
| 400 m | T47  | Fernanda Yara da Silva                                             | 56"74     | Lisbeli Marina Vera Andrade                     | 56"78     | Maria Clara Augusto da Silva                                    | 57"20     | Classifica completa |
| 400 m | T53  | Catherine Debrunner                                                | 51"60     | Samantha Kinghorn                               | 53"45     | Zhou Hongzhuan                                                  | 55"09     | Classifica completa |
| 400 m | T54  | Léa Bayekula                                                       | 53"05     | Manuela Schär                                   | 53"14     | Zhou Zhaoqian                                                   | 54"01     | Classifica completa |
| 800 m | T34  | Hannah Cockroft                                                    | 1'55"44   | Kare Adenegan                                   | 2'03"12   | Eva Houston                                                     | 2'05"94   | Classifica completa |
| 800 m | T53  | Catherine Debrunner                                                | 1'41"04   | Samantha Kinghorn                               | 1'42"96   | Zhou Hongzhuan                                                  | 1'46"83   | Classifica completa |
| 800 m | T54  | Manuela Schär                                                      | 1'42"36   | Zhou Zhaoqian                                   | 1'43"24   | Susannah Scaroni                                                | 1'43"42   | Classifica completa |
| 1500 m | T11  | Yayesh Gate Tesfaw guida: Kindu Sisay Girma                        | 4'27"68   | He Shanshan guida: You Junjie                   | 4'32"82   | Louzanne Coetzee guida: Erasmus Badenhorst                      | 4'35"49   | Classifica completa |
| 1500 m | T13  | Tigist Gezahagn Menigstu                                           | 4'22"39   | Fatima Ezzahra El Idrissi (T12)                 | 4'22"98   | Liza Corso                                                      | 4'23"45   | Classifica completa |
| 1500 m | T20  | Barbara Niewiedział                                                | 4'26"06   | Liudmyla Danylina                               | 4'28"40   | Antonia Keyla Da Silva Barros                                   | 4'29"40   | Classifica completa |
| 1500 m | T54  | Catherine Debrunner (T53)                                          | 3'13"10   | Madison de Rozario (T53)                        | 3'16"01   | Susannah Scaroni                                                | 3'16"68   | Classifica completa |
| 5000 m | T54  | Catherine Debrunner (T53)                                          | 10'43"62  | Susannah Scaroni                                | 10'45"18  | Madison de Rozario (T53)                                        | 11'10"20  | Classifica completa |
| Maratona | T12  | Fatima Ezzahra El Idrissi                                          | 2h48'36"  | Meryem En-Nourhi guida: Abdelhadi El Harti      | 2h58'18"  | Misato Michishita                                               | 3h04'23"  | Classifica completa |
| Maratona | T54  | Catherine Debrunner                                                | 1h41'50"  | Madison de Rozario                              | 1h46'13"  | Susannah Scaroni                                                | 1h46'29"  | Classifica completa |
| record mondiale; record paralimpico; record mondiale stagionale; record africano; record asiatico; record europeo; record nord-centroamericano e caraibico; record sudamericano; record oceaniano; record nazionale; record personale; record personale stagionale. |      |                                                                    |           |                                                 |           |                                                                 |           |                     |

### Concorsi
| Specialità | Cat. | Oro                               | Risultato | Argento                         | Risultato | Bronzo                           | Risultato | Dettagli            |
| --- | ---- | --------------------------------- | --------- | ------------------------------- | --------- | -------------------------------- | --------- | ------------------- |
| Salto in lungo | T11  | Asila Mirzayorova                 | 5,24 m ·  | Zhou Guohua                     | 4,91 m    | Alba Garcia Falagan              | 4,75 m    | Classifica completa |
| Salto in lungo | T12  | Oksana Zubkovs'ka                 | 5,78 m    | Sara Martínez                   | 5,40 m    | Lynda Hamri                      | 5,30 m    | Classifica completa |
| Salto in lungo | T20  | Karolina Kucharczyk               | 5,82 m    | Zileide Cassiano da Silva       | 5,76 m    | Fatma Damla Altın                | 5,73 m    | Classifica completa |
| Salto in lungo | T37  | Wen Xiaoyan                       | 5,44 m    | Jaleen Roberts                  | 4,77 m    | Manon Genest                     | 4,59 m =  | Classifica completa |
| Salto in lungo | T38  | Luca Ekler                        | 5,56 m    | Nele Moos                       | 5,13 m    | Karen Tatiana Palomeque Moreno   | 4,99 m    | Classifica completa |
| Salto in lungo | T47  | Kiara Rodriguez (T46)             | 6,05 m    | Petra Luterán                   | 5,85 m    | Bjoerk Kjellmann Noerremark      | 5,76 m    | Classifica completa |
| Salto in lungo | T63  | Vanessa Low (T61)                 | 5,45 m    | Martina Caironi                 | 5,06 m    | Elena Kratter                    | 4,83 m    | Classifica completa |
| Salto in lungo | T64  | Fleur Jong (T62)                  | 6,53 m    | Marlene van Gansewinkel         | 5,87 m    | B Hatz                           | 5,38 m    | Classifica completa |
| Getto del peso | F12  | Assunta Legnante (F11)            | 14,54 m   | Safiya Burkhanova               | 14,12 m   | Zhao Yuping                      | 12,21 m   | Classifica completa |
| Getto del peso | F20  | Sabrina Fortune                   | 15,12 m   | Gloria Agblemagnon              | 14,43 m   | Poleth Isamar Mendes Sanchez     | 14,31 m   | Classifica completa |
| Getto del peso | F32  | Anastasija Moskalenko             | 8,00 m    | Wanna Helena Brito Oliveira     | 7,89 m    | Evgeniia Galaktionova            | 7,72 m    | Classifica completa |
| Getto del peso | F33  | Wu Qing                           | 7,98 m    | Gilda Guadalupe Cota Vera       | 7,89 m    | Svetlana Krivenok                | 7,74 m    | Classifica completa |
| Getto del peso | F34  | Zou Lijuan                        | 9,14 m    | Lucyna Kornobys                 | 8,33 m    | Saida Amoudi                     | 7,80 m    | Classifica completa |
| Getto del peso | F35  | Marija Pomazan                    | 12,75 m   | Wang jun                        | 11,94 m   | Anna Nicholson                   | 9,44 m    | Classifica completa |
| Getto del peso | F37  | Li Yingli                         | 13,45 m   | Mi Na                           | 13,19 m   | Irina Vertinskaja                | 12,86 m   | Classifica completa |
| Getto del peso | F40  | Lara Baars                        | 9,10 m    | Renata Śliwińska                | 9,00 m    | Raja Jebali                      | 8,66 m =  | Classifica completa |
| Getto del peso | F41  | Raoua Tlili                       | 10,40 m   | Kubaro Khakimova                | 10,36 m   | Antonella Ruiz Diaz              | 9,58 m    | Classifica completa |
| Getto del peso | F46  | Noelle Malkamaki                  | 14,06 m   | Mariya Shpatkivska              | 12,35 m   | Holly Robinson                   | 11,88 m   | Classifica completa |
| Getto del peso | F54  | Gloria Zarza Guadarrama           | 8,06 m    | Elizabeth Rodrigues Gomes (F53) | 7,82 m    | Nurkhon Kurbanova                | 7,75 m    | Classifica completa |
| Getto del peso | F57  | Safia Djelal                      | 11,56 m   | Xu Mian                         | 10,89 m   | Nassima Saifi                    | 10,74 m   | Classifica completa |
| Getto del peso | F64  | Yao Juan (F44)                    | 12,53 m   | Arelle Middleton (F44)          | 12,19 m   | Yang Yue (F44)                   | 11,77 m   | Classifica completa |
| Lancio del disco | F11  | Zhang Liangmin                    | 39,08 m   | Assunta Legnante                | 38,01 m   | Xue Enhui                        | 37,67 m   | Classifica completa |
| Lancio del disco | F38  | Simoné Kruger                     | 38,70 m   | Li Yingli (F37)                 | 38,64 m   | Xiomara Saldarriaga Hernandez    | 38,36 m   | Classifica completa |
| Lancio del disco | F41  | Raoua Tlili                       | 36,55 m   | Youssra Karim                   | 36,46 m   | Estefany Gisela López Macas      | 30,89 m   | Classifica completa |
| Lancio del disco | F53  | Elizabeth Rodrigues Gomes         | 17,37 m   | Keiko Onidani                   | 15,78 m   | Zoja Ovsij (F51)                 | 14,17 m   | Classifica completa |
| Lancio del disco | F55  | Erica Maria Castano Salazar (F55) | 26,70 m   | Dong Feixia (F55)               | 26,67 m   | Rosa María Guerrero (F55)        | 25,81 m   | Classifica completa |
| Lancio del disco | F57  | Nassima Saifi                     | 35,55 m   | Xu Mian                         | 32,81 m   | Mokhigul Khamdamova              | 32,75 m   | Classifica completa |
| Lancio del disco | F64  | Yang Yue (F44)                    | 42,39 m   | Yao Juan (F44)                  | 41,98 m   | Osiris Aneth Machado Plata (F44) | 40,01 m   | Classifica completa |
| Lancio del giavellotto | F13  | Zhao Yuping (F12)                 | 47,06 m   | А́nna Kulinič-Sorо́kina (F12)     | 38,10 m   | Natalija Eder (F12)              | 37,22 m   | Classifica completa |
| Lancio del giavellotto | F34  | Zou Lijuan                        | 22,55 m   | Zuo Caiyun                      | 19,44 m   | Dayna Crees                      | 17,65 m   | Classifica completa |
| Lancio del giavellotto | F46  | Naibys Daniela Morillo Gil        | 43,77 m   | Shahinakhon Yigitalieva         | 43,12 m   | Hollie Arnold                    | 40,59 m   | Classifica completa |
| Lancio del giavellotto | F54  | Nurkhon Kurbanova                 | 21,12 m   | Flora Ugwunwa                   | 19,26 m   | Elham Salehi                     | 16,24 m   | Classifica completa |
| Lancio del giavellotto | F56  | Diāna Krumina (F55)               | 24,99 m   | Raissa Rocha Machado            | 23,51 m   | Lin Sitong (F55)                 | 22,35 m   | Classifica completa |
| Lancio della clava | F32  | Roza Kozakowska                   | 31,30 m   | Maroua Ibrahmi                  | 29,00 m   | Parastoo Habibi                  | 26,29 m   | Classifica completa |
| record mondiale; record paralimpico; record mondiale stagionale; record africano; record asiatico; record europeo; record nord-centroamericano e caraibico; record sudamericano; record oceaniano; record nazionale; record personale; record personale stagionale. |      |                                   |           |                                 |           |                                  |           |                     |